# Comisión Panamericana de Normas Técnicas
La Comisión Panamericana de Normas Técnicas COPANT es una asociación civil sin fines de lucro, que agrupa a los organismos nacionales de normalización del continente americano. Al momento cuenta con 32 miembros activos y 10 miembros adherentes.
Su sede se encuentra en la ciudad de La Paz, Bolivia, y su actual Secretaria Ejecutiva es Kory Eguino.

## Historia
Fue fundada el 12 de julio de 1949 en Sao Paulo, Brasil, bajo el nombre de Comité Panamericano de Normas Técnicas, CPANT.
En Nueva York, en 1964, la Asamblea General del Comité Panamericano, cambia su denominación a la de COMISIÓN PANAMERICANA DE NORMAS TÉCNICAS, bajo el título abreviado de COPANT.

## Miembros

### Activos
| País                         | Organismos nacionales de normalización                            |
| ---------------------------- | ----------------------------------------------------------------- |
| Argentina                    | Instituto Argentino de Normalización y Certificación (IRAM)       |
| Bahamas                      | Bahamas Bureau Of Standards And Quality (BBSQ)                    |
| Barbados                     | Barbados National Standars Institution (BNSI)                     |
| Belice                       | Belize Bureau Of Standards (BBS)                                  |
| Bolivia                      | Instituto Boliviano de Normalización y Calidad (IBNORCA)          |
| Brasil                       | Asociación Brasileña de Normas Técnicas (ABNT)                    |
| Canadá                       | Standars Council Of Canada (SCC)                                  |
| Chile                        | Instituto Nacional de Normalización (INN)                         |
| Colombia                     | Instituto Colombiano de Normas Técnicas y Certificación (ICONTEC) |
| Costa Rica                   | Instituto de Normas Técnicas de Costa Rica (INTECO)               |
| Cuba                         | Oficina Nacional de Normalización (NC)                            |
| Ecuador                      | Servicio Ecuatoriano de Normalización (INEN)                      |
| El Salvador                  | Organismo Salvadoreño de Normalización (OSN)                      |
| Estados Unidos               | American National Standards Institute (ANSI)                      |
| Granada                      | Grenada Bureau Of Standards (GDBS)                                |
| Guatemala                    | Comisión Guatemalteca de Normas (COGUANOR)                        |
| Guyana                       | Guyana National Bureau Of Standards (GNBS)                        |
| Haití                        | Bureau Haitien De Normalisation (BHN)                             |
| Honduras                     | Organismo Hondureño de Normalización (OHN)                        |
| Jamaica                      | Bureau Of Standards Jamaica (BSJ)                                 |
| México                       | Dirección General de Normas (DGN)                                 |
| Nicaragua                    | Ministerio de Fomento, Industria y Comercio de Nicaragua (MIFIC)  |
| Panamá                       | Dirección General de Normas y Tecnología Industrial (DGNTI)       |
| Paraguay                     | Instituto Nacional de Tecnología y Normalización (INTN)           |
| Perú                         | Instituto Nacional de Calidad (INACAL)                            |
| República Dominicana         | Instituto Dominicano para la Calidad (INDOCAL)                    |
| Santa Lucía                  | Saint Lucia Bureau Of Standards (SLBS)                            |
| Surinam                      | Surinaams Standaarden Bureau (SSB)                                |
| San Cristóbal y Nieves       | Saint Kitts And Nevis Bureau Of Standards (SKNBS)                 |
| San Vicente y las Granadinas | Saint Vincent and The Grenadines Bureau Of Standards (SVGBS)      |
| Trinidad y Tobago            | Trinidad and Tobago Bureau Of Standards (TTBS)                    |
| Uruguay                      | Instituto Uruguayo de Normas Técnicas (UNIT)                      |

### Adherentes
| País/continente | Organismos nacionales de normalización                                                         |
| --------------- | ---------------------------------------------------------------------------------------------- |
| Alemania        | Deutsches Institut Für Normung (DIN)                                                           |
| América         | Cooperación Interamericana de Acreditación (IAAC) y Sistema Interamericano de Metrología (SIM) |
| Australia       | Standards Australia (SA)                                                                       |
| China           | Standardization Administration Of China (SAC)                                                  |
| España          | Asociación Española de Normalización (UNE)                                                     |
| Francia         | Association Française de Normalisation (AFNOR)                                                 |
| Italia          | Ente Nationale Italiano Di Unificazione (UNI)                                                  |
| Reino Unido     | British Standards Institution (BSI)                                                            |
| Venezuela       | Fondo para la Normalización y la Certificación de la Calidad (FONDONORMA)                      |